# Cimetière des Rois

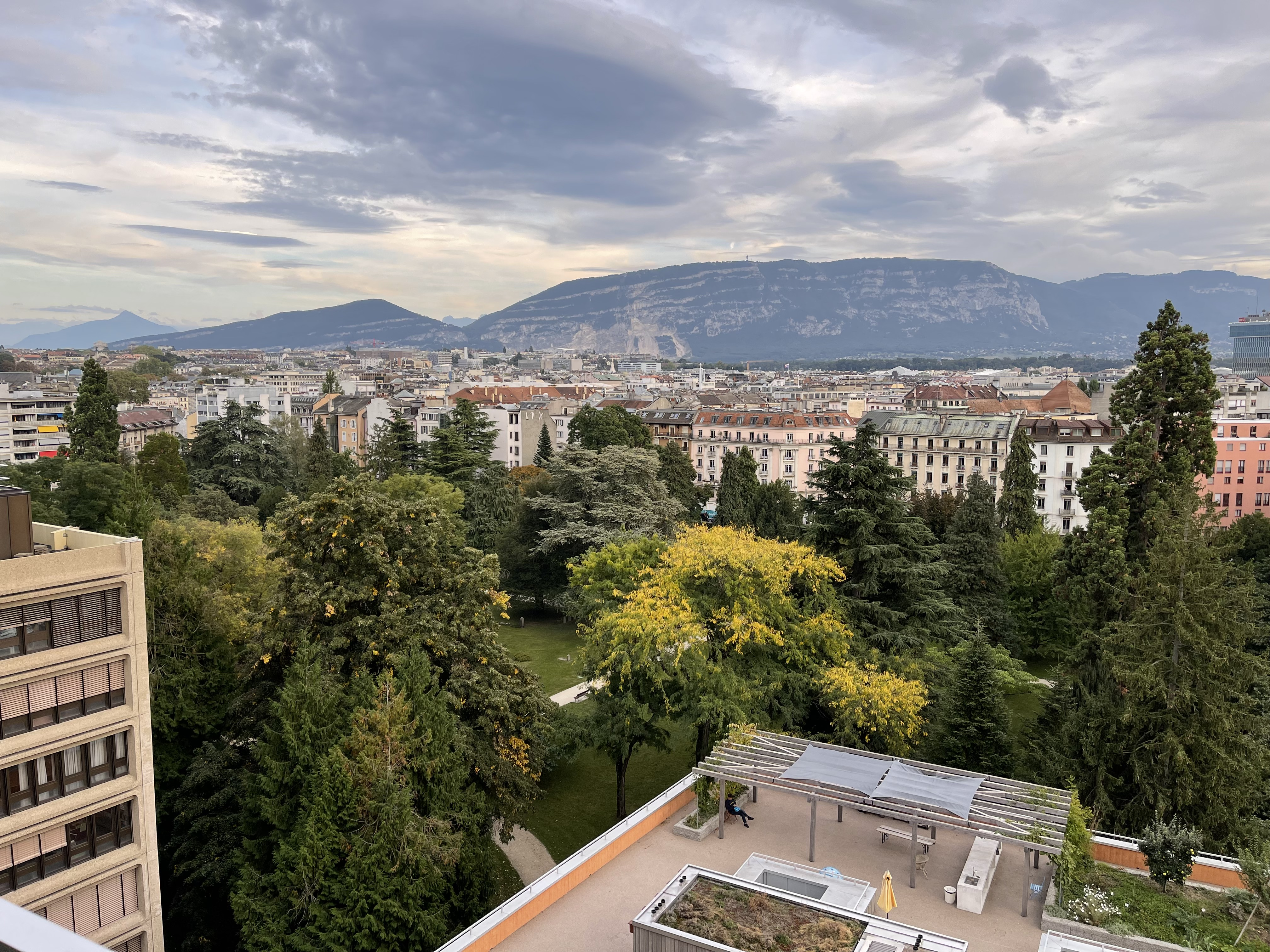
Überblick mit dem Salève im Hintergrund

Der Cimetière des Rois (deutsch Friedhof der Könige) oder Cimetière de Plainpalais ist ein seit dem 15. Jahrhundert bestehender Friedhof im Gebiet der 1798 gegründeten Gemeinde Plainpalais, die seit 1931 Teil der Schweizer Stadt Genf ist. Die Bezeichnung Cimetière des Rois ist von der Rue des Rois (dt. Strasse der Könige) abgeleitet, die im Osten vor dem Haupteingang vorbeiführt. Der Strassenname stammt von den Schützenkönigen der Schützengesellschaft Compagnie de l'Arquebuse, die seit 1509 in der Nähe übte. Der Friedhof wird vom Genfer Gartenbauamt Service des espaces verts (SEVE) instand gehalten.

## Geschichte
Der Friedhof wurde erstmals 1482 erwähnt und am Ende des 15. Jahrhunderts ausserhalb der Stadtmauern für die Verstorbenen des 1469 in der Nähe gegründeten Hôpital des Pestiférés (Krankenhaus für Pestopfer) angelegt. Im Jahr 1487 wurde für das Pesthaus und den Friedhof die Kirche Notre-Dame de Miséricorde gebaut, die bis 1776 bestand. Mit der Auflösung der Vorortspfarreien während der Reformation in der Schweiz wurde der Cimetière des Rois 1536 zum Hauptfriedhof von Genf. Seit 1883 dient er nur noch als Begräbnisstätte für prominente Bürger der Stadt.
Am 22. November 1951 bewilligte der Genfer Gemeinderat einen Kredit für den Bau der heutigen Leichenhalle. Diese entstand unter der Leitung des in Zürich ansässigen Architekten Robert R. Barro, nachdem sich der Stadtarchitekt Frédéric Gampert nach Kritik vom Projekt zurückgezogen hatte, und war laut der Zeitung Tribune de Genève am 9. Dezember 1955 fertiggestellt.
Auf dem Cimetière des Rois liegen unter anderem die Gräber des Genfer Reformators Johannes Calvin, des Mitbegründers und langjährigen Präsidenten des Internationalen Komitees vom Roten Kreuz Gustave Moynier, des Schweizer Kartografen und Generals Guillaume Henri Dufour, des argentinischen Schriftstellers Jorge Luis Borges, der Kunstmäzenin Lydia Welti-Escher, des Schweizer Zeichners Rodolphe Töpffer, der Schriftstellerin und Verteidigerin der Prostituierten Grisélidis Réal, der Schweizer Philosophin Jeanne Hersch, des argentinischen Komponisten Alberto Ginastera, des Schweizer Musikpädagogen Émile Jaques-Dalcroze, des Schweizer Psychologen Jean Piaget, des Schweizer Komponisten Frank Martin, des Schweizer Dirigenten Ernest Ansermet, des Schweizer Schriftstellers Ludwig Hohl, und der Schweizer Schriftstellerin Alice Rivaz, des Schweizer Schauspielers François Simon, des Schweizer Verlegers und Diplomaten François Lachenal, des deutschen Historikers und Trägers des Friedensnobelpreises Ludwig Quidde, des Schweizer Bundespräsidenten Adrien Lachenal, des Genfer Stadtrates und Präsidenten der Pro Helvetia Kulturstiftung Paul Lachenal, und es steht dort ein Ehrenmal für den in Genf gestorbenen österreichischen Schriftsteller Robert Musil. Der russische Schriftsteller Fjodor Michailowitsch Dostojewski liess hier seine Tochter Sophie beerdigen.

## Galerie

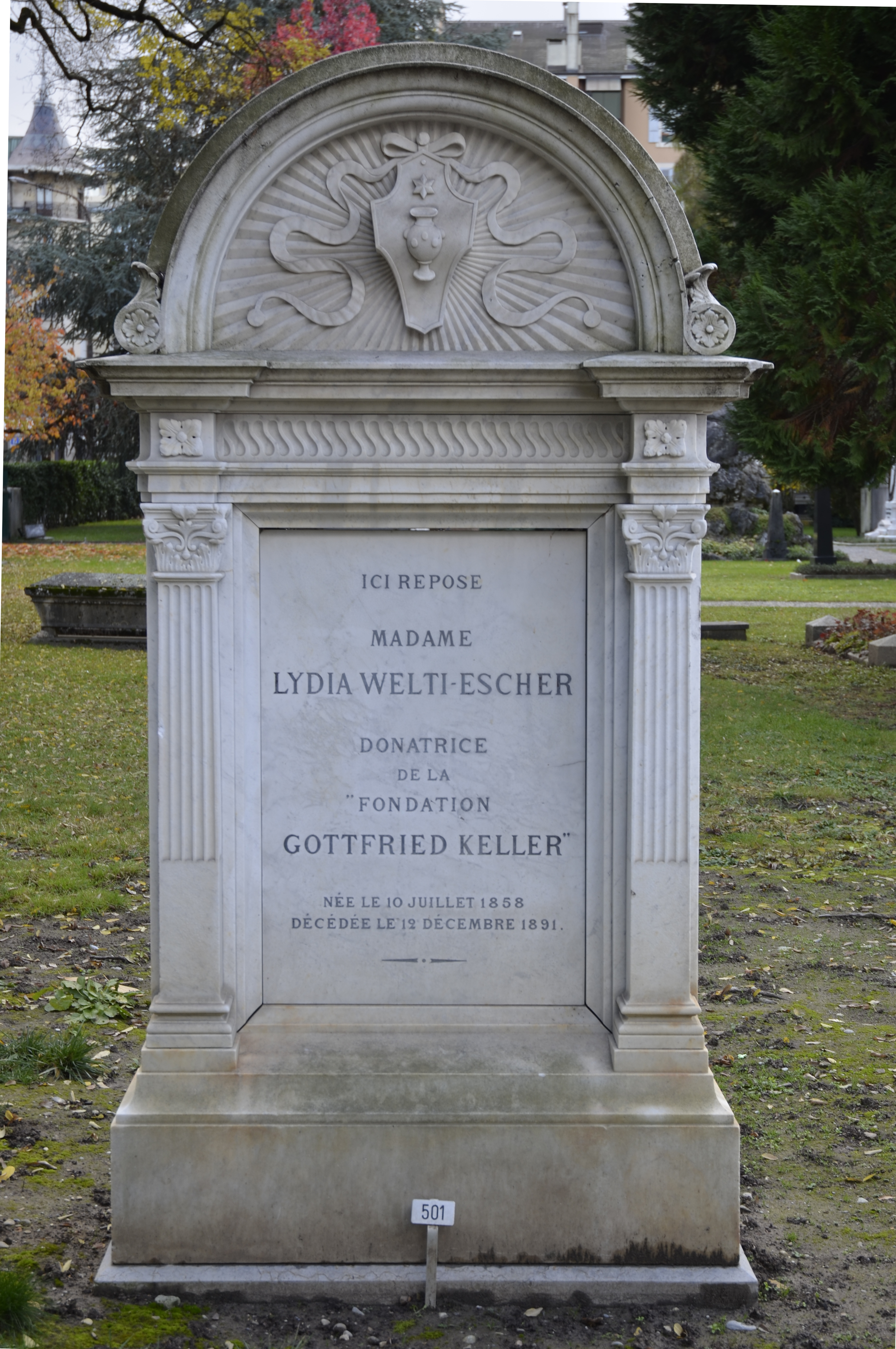
Grab von Lydia Welti-Escher
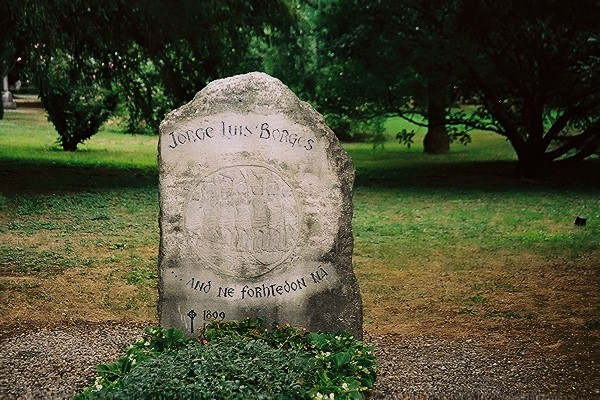
Grab von Jorge Luis Borges
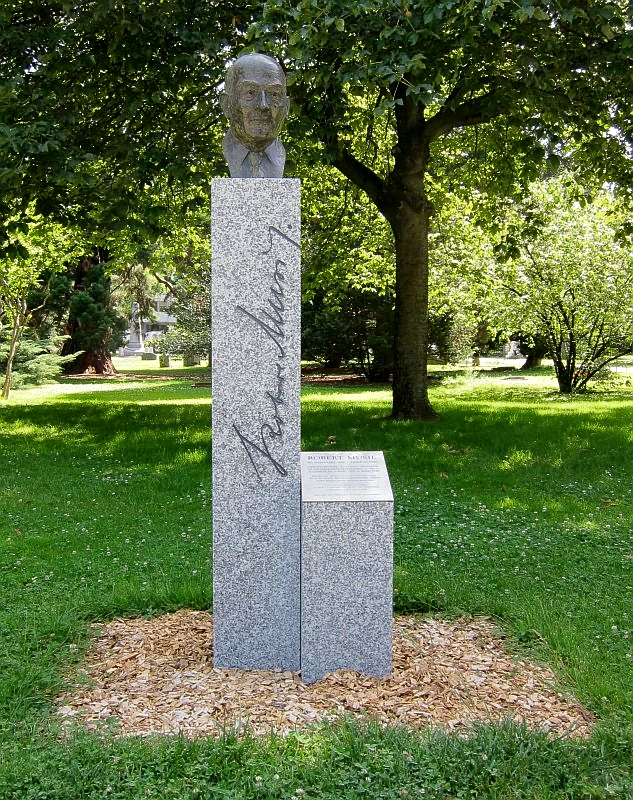
Grab von Robert Musil
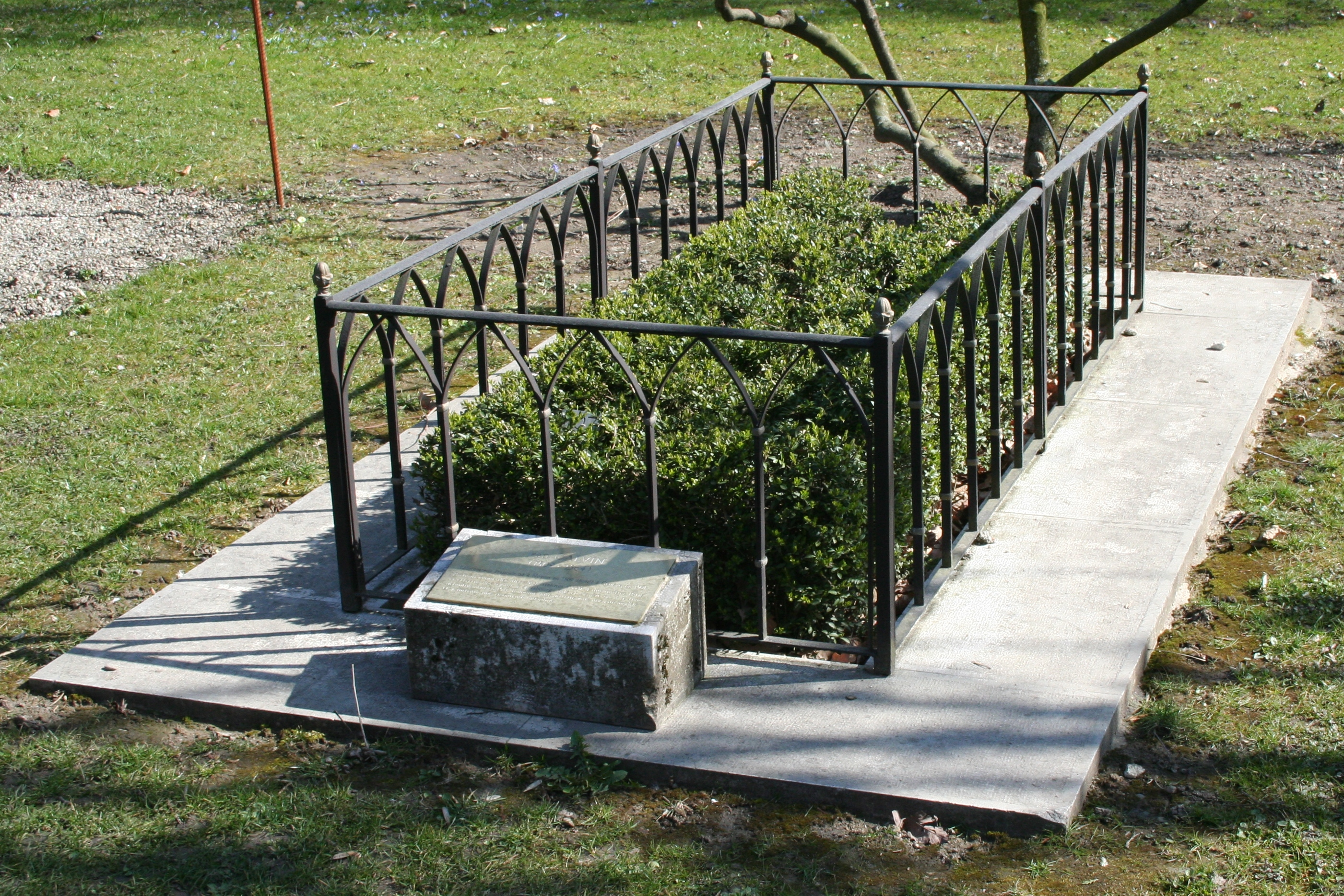
Grabstelle von Calvin
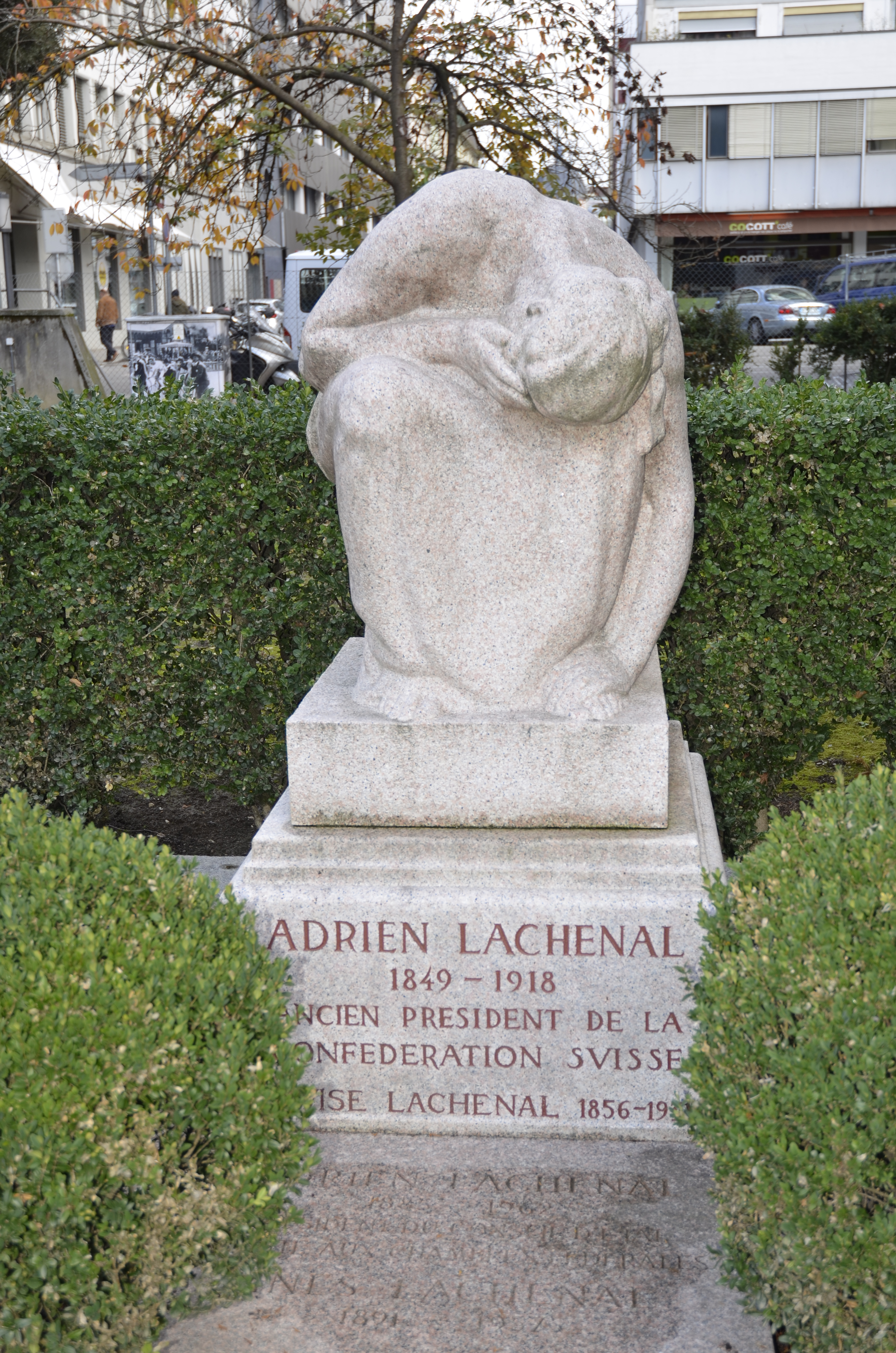
Grab des Bundespräsidenten Adrien Lachenal
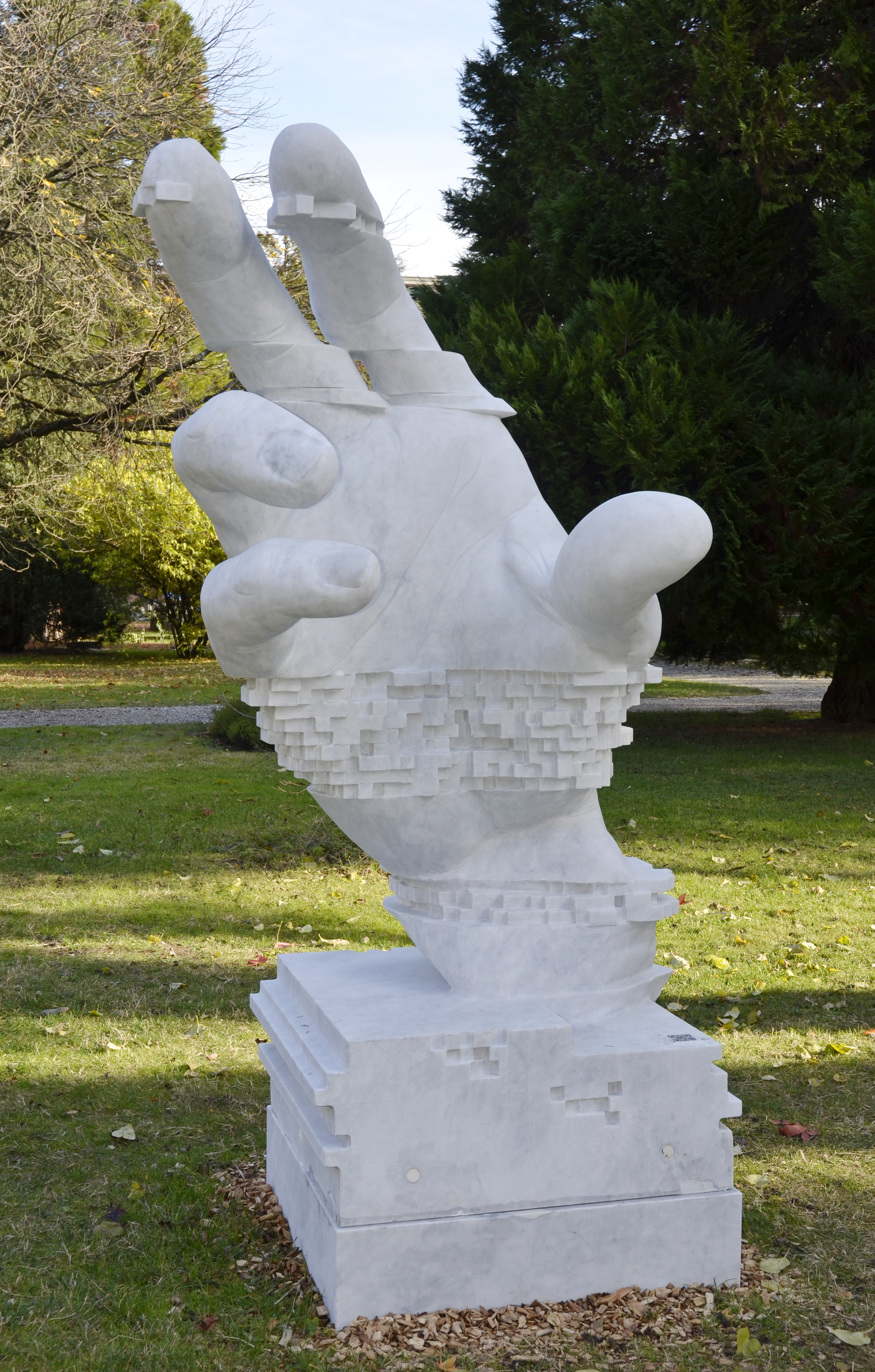
Skulptur von Vincent Du Bois
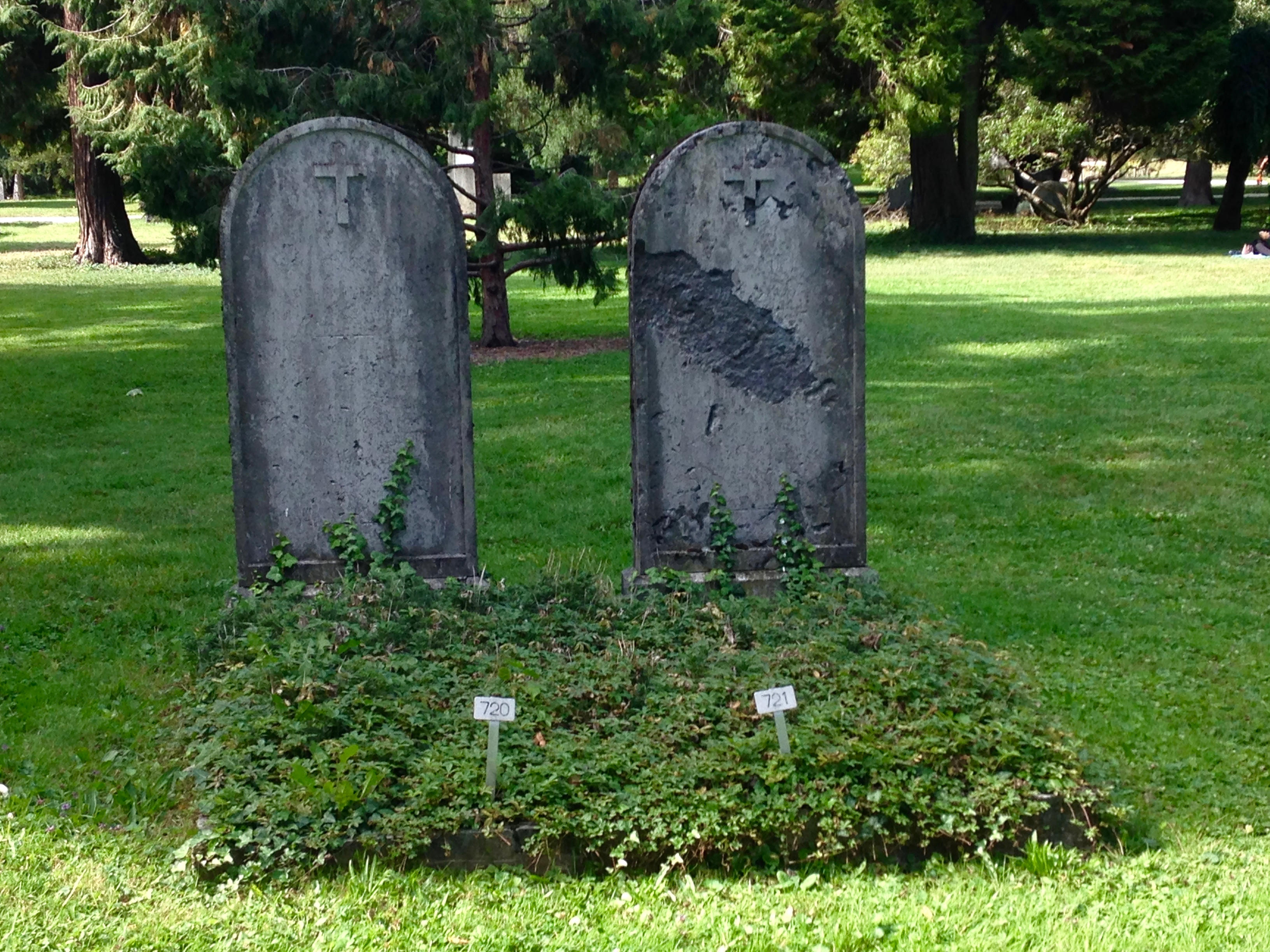
Grab von Jean-Gabriel Eynard